# Säter (comune)
Säter è un comune svedese di 10 980 abitanti, situato nella contea di Dalarna. Il suo capoluogo è la città omonima.

## Località
Nel territorio comunale sono comprese le seguenti aree urbane (tätort):
- Mora
- Naglarby och Enbacka
- Säter
- Solvarbo